# Boeing XP-4
Boeing XP-4 là một mẫu thử máy bay tiêm kích hai tầng cánh của Hoa Kỳ trong thập niên 1920.

## Tính năng kỹ chiến thuật (XP-4)
Dữ liệu lấy từ Fighters of the United States Air Force 
Đặc điểm tổng quát
- Kíp lái: 1
- Chiều dài: 23 ft 11 in (7,29 m)
- Sải cánh: 32 ft 1 in (9,78 m)
- Chiều cao: 8 ft 10 in (2,9 m)
- Diện tích cánh: 245 ft² (22,8 m²)
- Trọng lượng rỗng: 2.783 lb (1.264 kg)
- Trọng lượng cất cánh tối đa: 3.650 lb (1.655 kg)
- Động cơ: 1 × Packard 1A-1500, 510 hp (380 kW)

 Hiệu suất bay 
- Vận tốc cực đại: 146 knots (168 mph, 270 km/h)
- Vận tốc hành trình: 104 knot (120 mph, 193 km/h)
- Tầm bay: 326 NM (375 mi, 604 km)
- Trần bay: 22.850 ft (6.965 m)
- Vận tốc lên cao: 1.400 ft/phút (7,1 m/s)

Trang bị vũ khí

- Súng: 3 súng máy 0.3 in và 1 súng máy 0.5 in